# Nadine Krauseová
Nadine Krauseová (* 25. března 1982, Waiblingen) je německá házenkářka. Působí v klubu TSV Bayer Leverkusen.
S německou házenkářskou reprezentací získala bronzovou medaili na mistrovství světa v roce 2007. Za národní tým odehrála 177 utkání, v nichž vstřelila 723 branek. S FCK Håndbold získala v roce 2009 Pohár vítězů pohárů, s Leverkusenem v roce 2005 Challege Cup. V roce 2006 byla Mezinárodní házenkářskou federací vyhlášena světovou házenkářkou roku. V letech 2005 a 2006 byla zvolena házenkářkou roku v Německu. Byla nejlepší střelkyní mistrovství světa 2005 a mistrovství Evropy 2006. V letech 2005 a 2006 byla též nejlepší střelkyní Bundesligy.